# سومین جنگ سلیزی
سومین نبرد سلیزی (انگلیسی: Third Silesian War) عنوان نبردی است میان آرشیدوک‌نشین اتریش و پادشاهی پروس که از سال ۱۷۵۶ تا ۱۷۶۳ ادامه یافت و تملک و کنترل پروس بر منطقه سیلسیا (امروزه در جنوب غربی لهستان) را تایید کرد.